# Somma di Hölder
In matematica, la somma di Hölder è una definizione di somma di serie più generale rispetto alla somma usuale o alla somma di Cesaro. È stata introdotta nel 1882 da Otto Hölder.

## Definizione
Data la serie
{\displaystyle \sum a_{n}}
si definisce la famiglia di successioni
{\displaystyle H_{n}^{0}=a_{1}+a_{2}+\cdots +a_{n}\,}
{\displaystyle H_{n}^{k+1}={\frac {H_{1}^{k}+\cdots +H_{n}^{k}}{n}}}.
Se per qualche k esiste finito
{\displaystyle \lim _{n\rightarrow \infty }H_{n}^{k}\,}
allora il valore di tale limite è la somma di Hölder (H,k) della serie.

## Proprietà
La convergenza (H, 0) coincide con la convergenza usuale. La sommabilità per (H, k) implica la sommabilità per (H, k') per ogni k'>k.